# Nem Big, nem Brother
Nem Big, nem Brother foi um programa de televisão brasileiro apresentado pelo canal por assinatura Multishow de 2003 a 2009, nos meses antecedentes ao Big Brother Brasil. O programa exibia os vídeos de inscrição mais inusitados dos candidatos que não foram selecionados para participar do Big Brother Brasil. A atração já foi apresentada por Fábio Júdice, Mônica Martelli, Fernando Muylaert e Diego Gasques.

## História
O programa estreou em 2003 e era exibido semanalmente antes do começo da nova temporada do Big Brother Brasil, mostrando os vídeos de inscrição mais inusitados de postulantes reprovados a uma vaga na casa do programa. Após o começo da edição do reality show, o programa dava lugar ao A Eliminação, que mostrava um compilado da semana no reality show e uma entrevista com o eliminado da casa.
O programa não retornou à grade da Multishow em 2010, e em seu lugar a emissora passou a exibir o Aquecimento BBB, que mostra os melhores momentos das edições anteriores do Big Brother Brasil e entrevistas com ex-participantes, antecedendo a nova temporada.